# 도모도솔라역
도모도솔라 FN 역 (Domodossola FN)은 밀라노 지하철 5호선의 지하철 역으로, 2015년 4월 29일에 개업하였다.

## 역사
도모도솔라 역 건설은 2011년 7월에 시작되었으며, 5호선 2단계 구간인 가리발디 FS - 산 시로 스타디오 구간 중 하나로 시공했다. 이후 2015년 엑스포의 공식 개막 전인 2015년 4월 29일에 구간이 개통하면서 개업하였다.

## 역 구조
도모도솔라 역은 섬식 승강장 형태의 지하역이며, M5의 다른 모든 역과 마찬가지로 휠체어 이동시설이 있다. 또한 밀라노 지하철 시내 구간에 포함되어 있다.
도모도솔라 역은 밀라노 교외 철도의 역사인 밀라노 도모도솔라역으로 환승할 수 있다. 단, 직접적으로 연결되지 않았기 때문에, 교외 철도 역사로 들어가기 전에 지하철 역을 나와야 할 필요가 있다. 실외 경로가 유리 천장에 덮여있다.

## 환승
역 부근에는 다음과 같은 교통시설이 있다.
- 밀라노 도모도솔라 역 (밀라노 교외 철도)
- 트램 정거장 (1번, 19번)
- 버스 정류장

## 역 시설
- 장애인 접근시설
- 엘리베이터
- 에스컬레이터
- 역 감시카메라